# Museo Musical Art 3M
Il Museo Musical Art 3M, sito ad Enna in via Roma 533, è stato un museo multimediale.
Consentiva al visitatore di ammirare le opere dei più importanti pittori siciliani o che in Sicilia hanno operato durante la loro attività artistica attraverso una mostra virtuale, con accompagnamento musicale appositamente composto da Sebastiano Occhino.

## Storia
Il museo era stato istituito nel 1998.
Le opere musicali con immagini Musical Art erano state inaugurate nello stesso anno dal maestro Roberto Pregadio.
Dal 1998 diverse sono state le iniziative culturali ospitate che spaziavano da tematiche che promuovevano arte e tradizioni locali, a tematiche di respiro nazionale ed internazionale.

## Collezione
Il patrimonio artistico del museo era costituito dalla catalogazione virtuale dei dipinti realizzati dai più grandi pittori siciliani o che hanno operato in Sicilia dal 1400 ad oggi, inseriti in opere musicali con immagini dedicate ad Antonello da Messina, Filippo Paladini, Lo Zoppo di Gangi, Caravaggio, Pietro Novelli, Guglielmo Borremans, Pietro Paolo Vasta, Vito D'Anna, Giuseppe Patania, Giuseppe Sciuti, Francesco Lojacono, Paolo Vetri, Elio Romano, Gianbecchina, Renato Guttuso e Salvatore Fiume.
Le opere musicali con immagini in visione erano inserite in due sezioni:
- I Maestri della Pittura Siciliana in musical art
- La Sicilia, Enna e la Provincia di Enna in musical art[5].